# Wał (Siesławice)
Wał – część wsi Siesławice w Polsce, położona w województwie świętokrzyskim, w powiecie buskim, w gminie Busko-Zdrój.
W latach 1975–1998 Wał administracyjnie należał do województwa kieleckiego.